# Mendidius pseudobidens
Mendidius pseudobidens är en skalbaggsart som beskrevs av Vladimir Balthasar 1941. Mendidius pseudobidens ingår i släktet Mendidius och familjen Aphodiidae. Inga underarter finns listade i Catalogue of Life.